# Live & Loud 2009
Live & Loud 2009 — первый концертный альбом американской хард-рок-группы Buckcherry, вышедший в 2009 году.

## Об альбоме
Live & Loud 2009 был записан в мае 2009 года во время их канадского тура в Эдмонтоне, Калгари и Медицин-Хат. Он включает такие хиты с прошлых альбомов, как Lit Up, Ridin', Sorry, Crazy Bitch, For the Movies.

## Список композиций
1. «Tired Of You» — 3:44
2. «Next 2 You» — 3:56
3. «Broken Glass» — 4:39
4. «Check Your Head» — 4:56
5. «Lit Up» — 4:42
6. «Talk To Me» — 3:48
7. «Rescue Me» — 3:48
8. «Rose» — 4:02
9. «For The Movies» — 5:13
10. «Ridin'» — 4:41
11. «Lawless And Lulu» — 4:27
12. «Everything» 4:31
13. «Sorry» — 4:04
14. «Crazy Bitch» — 7:37
15. «Cream» — 4:05